# Vedella Strogonoff
La vedella Strogonoff o Stroganoff és un plat de filet de vedella tallat en tires no gaire gruixudes i acompanyat amb bolets i salsa feta de crema agra servit amb patates fregides tallades en trossos irregulars (kartoshka zharennaya en rus).

## Història
La història més acceptada dels orígens d'aquest plat data del segle XIX quan el xef francès André Dupont que treballava per al comte Pável Aleksándrovich Stróganov, el famós general rus, va inventar la recepta durant una competició de cuina a Sant Petersburg.
Després de la caiguda de l'Imperi Rus, la recepta es va popularitzar i es va arribar a servir als hotels i restaurants de la Xina abans del començament de la Segona Guerra Mundial. Els immigrants russos i xinesos van fer que es propagués aquest plat als Estats Units i en crearen diverses variants, totes molt populars durant els 1950, essent la més popular la que acompanya aquest plat amb arròs i ou.

## Variants conegudes
Aquest plat és molt popular al Brasil (on és conegut com a "estrogonofe"), però la recepta és prou diferent puix que empra una mescla de salsa de tomàquet i crema àcida.